# 国鉄ワム49000形貨車
ワム49000形は、日本国有鉄道（国鉄）が1960年（昭和35年）に製作した 15 t 積の貨車（有蓋・無蓋兼用車）である。
ここでは同時期に同目的で製作されたワム49100形・ワム49200形についても解説する。

## 概要
原材料の輸送を無蓋車で製品の出荷を有蓋車によって行う場合（セメント等）、片道は空車となり非効率である。しかし有蓋車と無蓋車を1両で兼用することができれば同じ車両で往復とも積車となり車両を効率的に運用できる。これを目標として、1960年に汽車製造で試作されたのがワム49000形・ワム49100形・ワム49200形で、各1両が製造された。
1960年8月には秋田駅など秋田鉄道管理局管内4カ所で展示会が開催された。

## 仕様・構造

### 車体・走行装置の構造
屋根以外の車体や走行装置の構造は3形式ともほぼ共通なのでまとめて記述する。
車体側面の下半分は3分割のあおり戸になっている。また、側面中央には、有蓋車として使用するための吊り下げ式の引き戸がある（下部はあおり戸になっているので高さ1,435mmと上半分しかない）。中央のあおり戸上部は引き戸のガイドを兼ねているので開閉する際には引き戸を開いてからあおり戸を開けることになる。
床面は釘打ちのできる鋼板が使用されている。これは断面がC形の鋼材を多数台枠に溶接したもので。鋼材同士の隙間に釘を打ち込む事によって固定される。隙間にはシーラントが充填されておりゴミ等が詰まらない様になっている。
台枠はワム80000形（初代）で試作された構造を発展させたもので、長手方向の3本の梁（中梁と左右の側梁）を端梁と横梁で結合している。細部は3形式でそれぞれ細部が異なり、特にワム49200形では車体中央部の中梁を省略して軽量化を図っている。
車体外部の塗色は、ワム49000形はぶどう色2号、ワム49100形・ワム49200形はとび色2号だった。
走行装置は一般的な2段リンク式で、最高速度は75km/hである。

### 屋根の構造

#### ワム49000形（屋根板積み重ね方式）
汽車製造が独自に開発した方式で、20枚に分割された屋根板を、車端部に設けた屋根板格納室に積み重ねて収納する方式である。
屋根を閉じる際は、車体側面に設けられたハンドルを回すことによって屋根板受け台が上昇し、受け台の上に乗っている屋根板が上昇した後、水平方向に移動して屋根となる。端部に位置する屋根板に水平移動させるためのチェーンが繋がっており、屋根板同士もリンクで接続されている。開放する際は逆の動作をし、受け台が下降することによって屋根板が格納室に引きこまれるようになっている。地上で操作ができる。格納するスペースが少なくて済むなどの長所があるが、屋根板の全重量をハンドルで持ち上げるため操作が重くなり、時間がかかる等の短所がある。

#### ワム49100形（屋根板立掛け式）
この方式はフランスで実用化されており、船のハッチの構造を応用したものである。
5分割されている屋根板を車体側面に設けられたハンドルの回転により妻面上部に立掛けて収納する。操作は軽いが、収納した状態では立掛けた屋根板が上部に大きくはみ出してしまう等の短所がある。

#### ワム49200形（屋根スライド式）
この方式はドイツで実用化されており、前後2分割された屋根板が長手方向にスライドする方式である。
屋根を開ける際には作業者が屋根上に登り、屋根板を取手で持ち上げて他方の屋根板の上にスライドさせる。この操作を容易に行うために屋根板は軽量なアルミ合金製であった。開閉が他の2形式と異なり屋根上作業となることと、一度に屋根を全開にすることができない等の短所がある。

### 主要諸元
|                      | ワム49000          | ワム49100          | ワム49200          |
| -------------------- | ------------------ | ------------------ | ------------------ |
| 自重（t）            | 11.0               | 10.9               | 10.6               |
| 荷重（t）            | 15                 | 15                 | 15                 |
| 最大長（mm）         | 8520               | 8700               | 8100               |
| 最大高（mm）         | 3610               | 3670               | 4083               |
| 最大幅（mm）         | 3000               | 2967               | 2907               |
| 床面積（m2）         | 18                 | 18                 | 18                 |
| 容積（m3）           | 41.5               | 40.0               | 42.5               |
| 軸距（mm）           | 4220               | 4400               | 4100               |
| 走行装置             |                    |                    |                    |
| 形式                 | 2段リンク式        | 2段リンク式        | 2段リンク式        |
| バネ                 | イートン形（溝付） | イートン形（溝付） | イートン形（溝付） |
| 車軸                 | 12 t 長軸          | 12 t 長軸          | 12 t 長軸          |
| 軸受け               | 平軸受（15種）     | 平軸受（15種）     | 平軸受（15種）     |
| 最高運転速度（km/h） | 75                 | 75                 | 75                 |

## 運用の変遷
こうして登場した3形式だが、構造が複雑になり製造コストが高価となり試作のみで量産はされなかった。
ワム49000形は1972年（昭和47年）度、ワム49100・ワム49200形は1976年（昭和51年）度に廃車された。